# Johnny High
John Harold High, detto Johnny (Birmingham, 25 aprile 1957 – Phoenix, 13 giugno 1987), è stato un cestista statunitense, professionista nella NBA.

## Carriera
Venne selezionato dai Phoenix Suns al secondo giro del Draft NBA 1979 (24ª scelta assoluta).